# 祁家通背拳

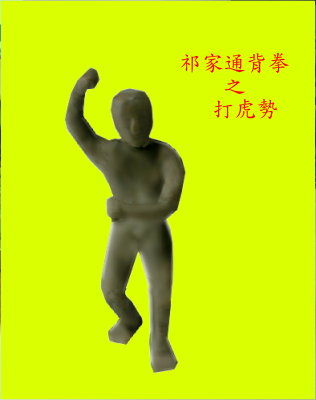
通背打虎

祁家通背拳為六合拳，明堂膀切手法（羅漢短打）及（羅漢）一百零八手，心極通背拳。手法大開大合，大劈大挑為主。除了大劈大挑之心極通背拳外。亦有大量羅漢拳因素。包括四妙之短打手法。八打八不打。八剛十二柔。十八串通（手、掌）法。三十六基本操手和七十二散傳操手，合計一百零八手。